# プログレスMS-18
プログレス MS-18（ロシア語: Прогресс МC-18、ロシア製造番号447、NASAではプログレス79Pと呼称）は、国際宇宙ステーション（ISS）への再補給のためにロスコスモスが打ち上げたプログレス補給船。これはプログレス宇宙機の170回目の飛行となる。

## 来歴
プログレスMSはプログレスMをもとに航法装置を強化した無人輸送機。この強化されたバリエーションは2015年12月21日に初めて打ち上げられた。このバージョンでは以下の強化が施されている：
- 人工衛星を展開可能な新しい外部コンパートメント。それぞれのコンパートメントは4個までの発射コンテナーを搭載することができる。プログレスMS-03で初めて搭載された。
- ドッキングおよび密閉機構の電気モーターの予備システムの追加による強化された冗長性
- 貨物コンパートメントへのパネル追加による微小隕石防護力の増強
- ロシアのルーチ中継衛星とのリンク機能によって、地上局の視野外でもテレメトリーと制御が可能に
- 地上局による軌道決定の必要なしに状況ベクトルおよび軌道パラメーターの決定を可能にするGNSS自律航法
- 宇宙ステーションとの直接無線データ交換機能によるリアルタイムの相対ナヴィゲーション
- ドッキング操作のための強化されたTV視野を可能にする新しいディジタル無線システム
- 統合コマンドテレメトリーシステム（UCTS）によるウクライナ製のChezara Kvant-V無線システムおよびアンテナフィーダーシステムの置き換え
- クルスAからクルスNAディジタルシステムへの置き換え

## 打ち上げ
2021年2月3日、ロスコスモは2021年の国際宇宙ステーションへの飛行計画の更新を承認し、特に前哨基地のロシアセグメントに2つの恒久的なモジュールに追加することを強調した。短期の旅行者が年度後半にISSに訪れる計画も了承された。
プログレス MS-18は2021年10月28日にバイコヌール宇宙基地31番射点からソユーズ2.1aに搭載され、2日間36周回する高速軌道で打ち上げられた。予定されているズヴェズダの移送モジュールの空気漏れが成功した場合（密閉用パッチが2021年2月にプログレス MS-16で運ばれている）、プログレスMS-18は打ち上げから3時間20分後にズヴェズダの後方側ポートへの自動ドッキングを試みる予定だった。
宇宙船はズヴェズダ・サービスモジュール（SM）の後方側ポートに2021年10月30日の01:31:19 UTCにドッキングし、ISSに搭乗している第66次長期滞在を支援して軌道上に215日間留まる予定だった。

## 貨物
プログレス MS-18宇宙船は1,509 kg (3,327 lb)の非与圧貨物を含む2,439 kg (5,377 lb)の貨物を搭載していた。
- 非与圧貨物： 1,509 kg (3,327 lb)
- 燃料： 470 kg (1,040 lb)
- 酸素： 40 kg (88 lb)
- 水： 420 kg (930 lb)

### 大型ペイロード取り付け手段
プログレス MS-18ではISSにMLM大型ペイロード取り付け手段のLCCS部分も輸送された。これは大型ペイロード取り付け手段（ロシア語：Средства Крепления Крупногабаритных Объектов、ラテン文字転写：Sredstva Krepleniya Krupnogabaritnykh Obyektov、SKKO）と呼ばれる4区画からなる外部ペイロードインターフェイスである。計画によれば、SKKOの天底端がMLMにボルト固定されると、折りたたみ状態から展開された後に強固なフレームを形成するために関節部分を自動的にロックできるように船外作業者によってSKKOの打ち上げ用固定具が外される。その後、SKKOの天頂端がMLMにボルト固定される。3基の受動ペイロードアダプターと1基の能動ペイロードアダプター（ミールのプリローダモジュールのトラバース合成開口レーダーのような能動遠隔センシングペイロード）が取り付けられる。SKKOは、プリローダモジュールで使用された仕組みから派生した。SKKOはプログレス内部に搭載されて打ち上げられ、ステーションのモジュールの一つの内部の一時的な収納場所に移された。ステーション外部に持ち出され、MLMの後方側の面に船外活動VKD-60において設置された。MLM大型ペイロード取り付け手段のSCCS部分は、プログレス MS-21宇宙船でISSに届けられた。SCCS部分は、船外活動VKD-55においてMLMのERA後方に設置された。

## ドッキング解除と投棄
プログレスMS-18は2022年6月1日までステーションにドッキングしており、廃棄物とともに離脱して南太平洋上で破壊されるように大気圏に再突入した。